# Branislav Pokrajac
Branislav Pokrajac (serbisch-kyrillisch Бранислав Покрајац, * 27. Januar 1947 in Belgrad; † 5. April 2018 ebenda) war ein jugoslawischer bzw. serbischer Handballspieler und -trainer, der sowohl als Spieler wie als Trainer Olympiasieger wurde.

## Spielerkarriere
Branislav Pokrajac spielte in seiner Jugend für ORK Belgrad. Anschließend lief er 15 Jahre für RK Roter Stern Belgrad und Dinamo Pančevo auf.
Mit der Jugoslawischen Nationalmannschaft gewann er bei den Weltmeisterschaften 1970 und 1974 die Bronzemedaille, 1967 wurde er Siebter. Bei den Olympischen Spielen 1972 in München wurde er Olympiasieger. Vier Jahre später erreichte er bei den Spielen in Montreal den fünften Rang. Insgesamt bestritt er 180 Länderspiele, in denen er 510 Tore erzielte.

## Trainerkarriere
Bereits 1974 übernahm Pokrajac als Spielertrainer Dinamo Pančevo und verblieb dort bis 1980. Anschließend übernahm er die Jugoslawische Nationalmannschaft, mit der er bei der Weltmeisterschaft 1982 Silber gewann. Bei den Olympischen Spielen 1984 in Los Angeles führte er das Team zum Olympiasieg. 1985 trainierte er kurzzeitig die Spanische Auswahl. Bei den Olympischen Spielen 1988 in Seoul betreute er die Männer-Handballnationalmannschaft der Vereinigten Staaten. Von 1989 bis 1991 war er Trainer des französischen Vereins US Créteil HB. 1993 kehrte er erneut auf den Posten bei Roter Stern zurück. Nach einer kurzen Station bei RK Lovćen Cetinje 1997 bekam er 1998 die Leitung aller jugoslawischen Nationalmannschaften. In dieser Zeit gewann die jugoslawische Juniorennationalmannschaft 1998 die Silbermedaille bei der U-20-Europameisterschaft, die Universitätsmannschaft die Goldmedaille bei der Studentenweltmeisterschaft und die A-Nationalmannschaft die Bronzemedaille bei der Weltmeisterschaft 1999. Im folgenden Jahr betreute er im März die Ägyptische Männer-Handballnationalmannschaft. Daraufhin übernahm er die Serbisch-montenegrinische Männer-Handballnationalmannschaft, mit der er bei der Weltmeisterschaft 2001 Bronze gewann. Die nächsten beiden Spielzeiten stand er beim portugiesischen FC Porto unter Vertrag, mit dem er 2002 und 2003 portugiesischer Meister wurde. 2003 wurde Pokrajac Nationaltrainer von Katar, mit dem er 2004 erneut die Bronzemedaille gewann, diesmal bei der Asienmeisterschaft. 2006 hatte er ein kurzes Engagement bei Partizan Belgrad. 2010 kehrte er nach Portugal zurück und übernahm Sporting Lissabon, mit dem er 2012 den portugiesischen Pokal errang.

## Berufliche Laufbahn
Branislav Pokrajac schloss 1974 sein Studium an der Fakultät für Sport und Sportunterricht an der Universität Belgrad mit der Arbeit The importance of speed in handball game and ways of its improvement ab. 1980 reichte er seine Magisterarbeit The dependence of the initial speed of elementary throwing in handball on actual anthropometric dimensions, level of the repetitive potential of relevant muscle groups as well as the degree of training in 19-21 years old youths ein. Anschließend promovierte er bis 1983 über das Thema Bodily and motoric status of handball players in relation to competition levels and Comparative analysis with other sport games players. Pokrajac arbeitete als Professor in Belgrad und war weltweit als Dozent für die Internationale Handballföderation und die Europäische Handballföderation tätig.